# Jordan EJ10
Jordan EJ10 – samochód Formuły 1, zaprojektowany przez Mike'a Gascoyne'a dla zespołu Jordan na sezon 2000.
W porównaniu do bardzo udanego dla zespołu sezonu 1999 zespół miał zwiększony budżet. Kierowcami byli Heinz-Harald Frentzen (trzeci w sezonie 1999) oraz Jarno Trulli, który zastąpił Damona Hilla. Dla uczczenia dziesięciolecia zespołu zmieniono nazewnictwo bolidu: zamiast stosowanego dotychczas, oznaczającego rok, wprowadzono oznaczenie EJ (inicjały Eddiego Jordana) wraz z kolejnym numerem. Jordany nadal były napędzane przez jednostki Mugen Honda, chociaż w trakcie sezonu 2000 zespół podpisał umowę z Hondą – w myśl niej od sezonu 2001 japońska firma miała dostarczać silniki irlandzkiemu zespołowi.
Przed sezonem 2000 zespół zapowiadał, że chce zbliżyć się w klasyfikacji konstruktorów do McLarena. Jednakże model EJ10 w porównaniu do modelu 199 nie był udany. Frentzen oraz Trulli byli w stanie odnosić dobre rezultaty (Frentzen miał szansę na zwycięstwo w Grand Prix Wielkiej Brytanii, a Trulli w Grand Prix Monako), ale wielokrotnie nie zdobywali punktów, ponieważ samochód był awaryjny: kierowcy nie ukończyli wyścigu 19 razy. Wprowadzenie wersji "B" samochodu (od Grand Prix Niemiec) niewiele pomogło. Na skutek tego jedynie dwukrotnie miejsce na podium wywalczył Frentzen (w Grand Prix Brazylii oraz Stanów Zjednoczonych), a zespół zdobył dopiero szóste miejsce w klasyfikacji generalnej konstruktorów.
W 2003 roku do produkcji został wprowadzony napój energetyzujący EJ-10, który wziął nazwę od modelu EJ10.

## Wyniki
| Legenda oznaczeń w tabelach wyników Wyświetl szablon na nowej stronie | Legenda oznaczeń w tabelach wyników Wyświetl szablon na nowej stronie                                                                     |
| Oznaczenie                                                            | Wyjaśnienie |
| --------------------------------------------------------------------- | --- |
| Złoty                                                                 | Zwycięzca lub mistrzostwo |
| Srebrny                                                               | 2. miejsce lub wicemistrzostwo |
| Brązowy                                                               | 3. miejsce lub II wicemistrzostwo |
| Zielony                                                               | Ukończył, punktował (w klasyfikacji generalnej, gdy zdobył co najmniej jeden punkt na przestrzeni sezonu, poza trzema powyższymi opcjami) |
| Niebieski                                                             | Ukończył, nie punktował (w klasyfikacji generalnej, gdy nie zdobył co najmniej jednego punktu na przestrzeni sezonu)                      |
| Czerwony                                                              | Nie zakwalifikował się (NZ) |
| Czerwony                                                              | Nie prekwalifikował się (NPK) |
| Różowy                                                                | Nie ukończył (NU) |
| Różowy                                                                | Niesklasyfikowany (NS) (w klasyfikacji generalnej, gdy nie został sklasyfikowany w żadnym wyścigu sezonu)                                 |
| Czarny                                                                | Zdyskwalifikowany (DK) |
| Czarny                                                                | Wykluczony (WYK/EX) |
| Biały                                                                 | Nie wystartował (NW) |
| Biały                                                                 | Kontuzjowany (K/INJ) |
| Biały                                                                 | Wyścig odwołany (OD/C) |
| Bez koloru                                                            | Został wycofany (WYC/WD) |
| Bez koloru                                                            | Nie przybył (NP/DNA) |
| Bez koloru                                                            | Nie brał udziału w treningach (NT/DNP) |
| Bez koloru                                                            | Nie został zgłoszony (–) |
| Pogrubienie                                                           | Start z pole position |
| Kursywa                                                               | Najszybsze okrążenie wyścigu |
| †                                                                     | Nie ukończył, ale jego rezultat został zaliczony ze względu na przejechanie więcej niż 90% dystansu wyścigu.                              |
| *                                                                     | Sezon w trakcie |
| 1/2/3                                                                 | Punktowana pozycja w sprincie kwalifikacyjnym                                                                                             |
| Lista systemów punktacji Formuły 1                                    | |

| Sezon | Zespół | Silnik | Opony | Kierowcy              | 1   | 2   | 3   | 4   | 5   | 6   | 7   | 8   | 9   | 10  | 11  | 12  | 13  | 14  | 15  | 16  | 17  | Pkt. | Msc. |
| ----- | ------ | ------ | ----- | --------------------- | --- | --- | --- | --- | --- | --- | --- | --- | --- | --- | --- | --- | --- | --- | --- | --- | --- | ---- | ---- |
| 2000  | Jordan | Mugen  | B     |                       | AUS | BRA | SMR | GBR | ESP | EUR | MCO | CND | FRA | AUT | DEU | HUN | BEL | ITA | USA | JPN | MAL | 17   | 6    |
| 2000  | Jordan | Mugen  | B     | Heinz-Harald Frentzen | NU  | 3   | NU  | 17  | 6   | NU  | 10  | NU  | 7   | NU  | NU  | 6   | 6   | NU  | 3   | NU  | NU  | 17   | 6    |
| 2000  | Jordan | Mugen  | B     | Jarno Trulli          | NU  | 4   | 15  | 6   | 12  | NU  | NU  | 6   | 6   | NU  | 9   | 7   | NU  | NU  | NU  | 13  | 12  | 17   | 6    |